# Sem-Vergonha
| Críticas profissionais | Críticas profissionais |
| Avaliações da crítica  | Avaliações da crítica  |
| Fonte                  | Avaliação              |
| ---------------------- | ---------------------- |
| Carnasite              | [ 2 ]                  |

Sem-vergonha é o segundo álbum ao vivo da banda brasileira Babado Novo. O disco foi lançado em 2003 pela gravadora Universal Music. O disco vendeu cerca de 100 mil cópias, ganhando certificado de disco de ouro.

## Informações
O título leva o nome relacionado ao single "Safado, Cachorro, Sem-vergonha", um dos maiores sucessos do Babado Novo. Com direção musical de Sérgio Rocha, o álbum traz faixas que misturam axé e uma pitada de baladas românticas. Destaque para as faixas "Safado, Cachorro, Sem-vergonha", o samba-reggae "Lirirrixa" e a romântica "Dois Caminhos", além dos covers "Games People Play", gravada pelo Inner Circle e "Falando Sério" de Roberto Carlos. O álbum ao vivo foi gravado em diversas cidades como Recife, Natal, Aracaju, São Paulo, Fortaleza, além de algumas faixas gravadas em estúdios.

## Faixas
| N.º            | Título                                    | Compositor(es)                                                                  | Duração |  |
| 1.             | "Uau"                                     | Luciano Pinto Alex Napolitano Nino Balla Alan Moraes                            | 3:06    |  |
| 2.             | "Safado, Cachorro, Sem-vergonha"          | Durval Luz Balla Cristiane Teles Moraes Júnior Seixas Luizinho Napolitano Pinto | 2:54    |  |
| 3.             | "Cabelo Louro"                            | Sérgio Rocha Zeca Brasileiro Adson Tapajós                                      | 2:22    |  |
| 4.             | "Fulano in Sala"                          | Rocha Brasileiro Tapajós                                                        | 3:25    |  |
| 5.             | "No Passo da Marcharada"                  | Rocha Brasileiro Tapajós                                                        | 2:15    |  |
| 6.             | "Na Moral"                                | Luz Teles Balla Pinto                                                           | 3:15    |  |
| 7.             | "Game People Play"                        | South                                                                           | 3:37    |  |
| 8.             | "Foto na Estante"                         | Rocha Brasileiro Tapajós                                                        | 3:31    |  |
| 9.             | "Lirirrixa"                               | Rocha Claudia Leitte Pinto                                                      | 2:31    |  |
| 10.            | "Estandarte de Pandeiro"                  | Rocha Leitte Pinto                                                              | 2:27    |  |
| 11.            | "Falando Sério"                           | Maurício Duboc Carlos Colla                                                     | 3:51    |  |
| 12.            | "Dois Caminhos (Mestre e Aprendiz)"       | Rocha Leitte                                                                    | 3:31    |  |
| 13.            | "Eu Fico (versão acústica)" (faixa bônus) | Rocha Leitte Pinto                                                              | 3:49    |  |
| 14.            | "Eu Fico"                                 | Rocha Leitte Pinto                                                              | 3:12    |  |
| Duração total: | Duração total:                            | Duração total:                                                                  | 41:06   |  |

## Singles
- "Safado, Cachorro, Sem-Vergonha"
- "Eu Fico"
- "Lirirrixa"

## Desempenho nas tabelas musicais

### Tabelas semanais
| Parada musical (2004)        | Melhor posição |
| ---------------------------- | -------------- |
| Brasil (ABPD)                | 5              |
| Brasil (HITS Rio de Janeiro) | 2              |
| Brasil (HITS São Paulo)      | 9              |

## Certificados e vendas
| País (Provedor) | Certificação | Vendas   |
| --------------- | ------------ | -------- |
| Brasil (ABPD)   | Ouro         | 100.000+ |

## Equipe técnica
Todos os dados abaixo foram retirados do encarte do álbum
| Ficha técnica Manoel Castro (diretor e coordenação executiva) Cal Adan (diretor e coordenação executiva) Sérgio Rocha (diretor) Nelsinho (diretor e coordenação executiva) Apu Tude (gravação e mixagem) Músicos Claudia Leitte (voz em todas as faixas; coro na faixa 4) Sérgio Rocha (violão excesso nas faixas 11, 13 e 14; guitarra nas faixas 2, 5, 7, 11 e 12; arranjo exceto nas faixas 1 e 5; violão de aço nas faixas 13 e 14; coro exceto nas faixas 6, 11, 12, 13 e 14) Alan Moraes (baixo exceto nas faixas 13 e 14; baixo elétrico na faixa 13; baixolão na faixa 14; fretless na faixa 13; coro exceto nas faixas 6, 11, 12, 13 e 14) Luciano Pinto (teclado em todas as faixas; sampler nas faixas 7 e 8; coro exceto nas faixas 6, 7, 11, 12, 13 e 14) Buguelo (bateria em todas as faixas) Nino Balla (conga nas faixas 1 e 14; timbau nas faixas 1 e 3; timbale na faixa 4; repique exceto nas faixas 1, 13 e 14; ton nas faixas 2 e 5; surdo nas faixas 7 e 12; talking drum na faixa 13) Durval Luz (repique nas faixas 1 e 14; surdo exceto nas faixas 7, 12 e 13; talking drum na faixa 13; surdo virado na faixa 11; timbau nas faixas 2, 3 e 5; pau-de-chuva na faixa 13) Rose Alvaya (coro exceto nas faixas 4, 6, 11, 12, 13 e 14) Banda Babado Novo (arranjo na faixa 1) Zeca Brasileiro (artista convidado - coro na faixa 4) | Capa Christiano Menezes (projeto gráfico) Nana Moraes (fotos) Aline Calheiros (produção fotográfica) Rosane Amora (figurino) Tê Nunes (cabelo e maquiagem) Cleiton Cafeu (ilustrações) L&A Studio (finalização) Gê Alves Pintos (coordenação gráfica) Geysa Adnet (coordenação gráfica) |